# Notación beneventana

La notación beneventana es un tipo de notación musical neumática que se empleaba en el ducado de Benevento y en su área de influencia (Monte Casino, Bari y la costa dálmata)». Esta notación ejercería un importante peso en manuscritos posteriores, especialmente en el centro de Italia.

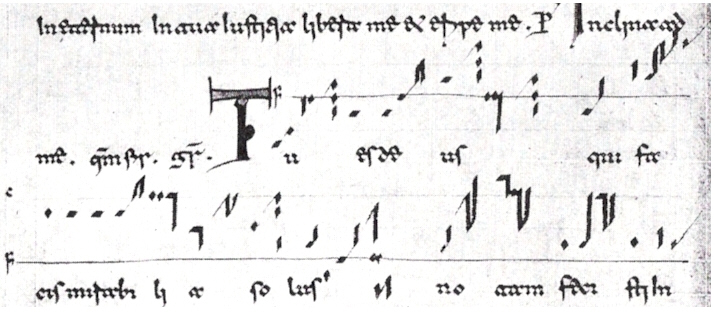
Gradual Tu es Deus (s. XII).

## Características
- Se trata de una notación con relativa diastematía.[4] En las primeras notaciones (1ª generación: finales s. IX - principios del s. XI), no se refleja la altura de los sonidos. Los neumas son símbolos de apoyo para que el intérprete memorice de manera más fácil y rápida las melodías. En la 2ª generación (finales s. XI-XIII), el monje benedictino Guido de Arezzo inventa un sistema de líneas que permite representar la altura de los sonidos. La notación evoluciona, por tanto, de adiastemática a diastemática.
- Su característica más importante es su trazo más grueso y constante en los movimientos verticales. Esto hace que se diferencia claramente del resto de notaciones europeas.
- Su abanico de signos es muy amplio, y tiene hasta 353 formas de neumas.
- Se emplean dos tipos de punctum: uno horizontal (planum) y otro oblicuo (grave).
- A diferencia de las demás notaciones, el trazo de la virga beneventana es totalmente recto.

- La clivis tiene dos grafías: una en pico (cuando aparece después de una nota más grave) y otra en ángulo recto (precedida de un unísono o nota más aguda).

- El scandicus se representa en un solo gesto, a diferencia de las demás notaciones, en las que los elementos que constituyen este neuma aparecen separados.

- Utiliza el custos, símbolo que se coloca al final de un sistema[5] y cuya función es anticipar y facilitar al cantor la altura que sigue a continuación.

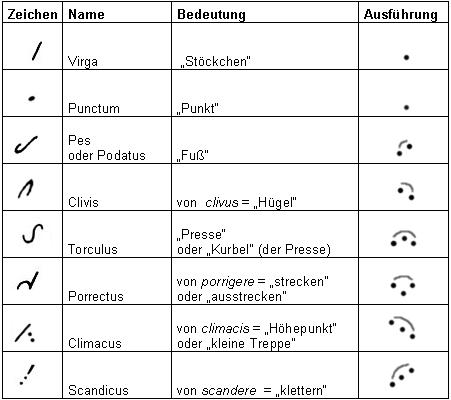
Algunos signos habituales en otras notaciones neumáticas.

## Ejemplos característicos de manuscritos
Los manuscritos aquitanos y beneventanos constituyen una de las fuentes más antiguas para restituir las melodías. Los principales manuscritos datan de finales del siglo X y principios del XI:
- «Misal (finales del siglo X) [Benevento, Biblt. Capitolare VI-33], 139 folios (33cm x 23,7cm).
- Gradual, tropario, prosae y prosulae (principios del s. XI) [Benevento, Biblt. Capitolare, 40]: 165 folios».[3]